# Campeonato de la WAFF 2002
El Campeonato de la WAFF 2002 fue la segunda edición del Campeonato de la WAFF, torneo de fútbol a nivel de selecciones nacionales organizado por la Federación de Fútbol del Oeste de Asia (WAFF). Se llevó a cabo en la ciudad de Damasco, en Siria, y contó con la participación de 6 seleccionados nacionales masculinos.
La selección de Irak se consagró campeona del certamen, superando con un gol de oro en la prórroga de la final a Jordania.

## Sede
Todos los partidos del certamen se llevaron a cabo en el Estadio Abbasiyyin de la ciudad de Damasco, capital de Siria.
| Damasco | Damasco            | Damasco | Damasco |
| Damasco | Abbasiyyin Stadium |         |         |
| Damasco | Capacidad: 30,000  |         |         |
| Damasco |                    |         |         |

## Formato
Las 6 selecciones participantes fueron divididas en 2 grupos de 3 equipos cada una. Dentro de cada grupo, las selecciones se enfrentaron bajo el sistema de todos contra todos, a una sola rueda, de manera tal que cada una de ellas disputó dos partidos. Los puntos se computaron a razón de 3 —tres— por partido ganado, 1 —uno— en caso de empate y 0 —cero— por cada derrota.
Las dos selecciones de cada grupo mejor ubicadas en la tabla de posiciones final pasaron a las semifinales. En dicha instancia, el primero de una zona enfrentó al segundo de la otra en un solo partido. Los ganadores se cruzaron en la final, cuyo vencedor se consagró campeón.

## Equipos participantes
| Equipos participantes | Equipos participantes | Equipos participantes |
| --------------------- | --------------------- | --------------------- |
| Irak                  | Jordania              | Palestina             |
| Irán                  | Líbano                | Siria                 |

## Fase de grupos

### Grupo A
| Pos. | Equipo   | Pts. | PJ | G | E | P | GF | GC | Dif. | Clasificación |
| ---- | -------- | ---- | -- | - | - | - | -- | -- | ---- | ------------- |
| 1    | Jordania | 6    | 2  | 2 | 0 | 0 | 2  | 0  | +2   | Semifinales   |
| 2    | Irán     | 3    | 2  | 1 | 0 | 1 | 2  | 1  | +1   | Semifinales   |
| 3    | Líbano   | 0    | 2  | 0 | 0 | 2 | 0  | 3  | −3   |               |

 Fuente: RSSSF.com
| 30 de agosto de 2002 | Jordania  | 1:0 (1:0) | Irán | Estadio Abbasiyyin, Damasco |  |
|                      | Salim 11' |           |      |                             |  |

| 1 de septiembre de 2002 | Líbano | 0:1 (0:1) | Jordania     | Estadio Abbasiyyin, Damasco |  |
|                         |        |           | Shelbaieh 4' |                             |  |

| 3 de septiembre de 2002 | Irán                        | 2:0 (1:0) | Líbano | Estadio Abbasiyyin, Damasco |  |
|                         | Nikbakht 24' · Karimi 90+2' |           |        |                             |  |

### Grupo B
| Pos. | Equipo    | Pts. | PJ | G | E | P | GF | GC | Dif. | Clasificación |
| ---- | --------- | ---- | -- | - | - | - | -- | -- | ---- | ------------- |
| 1    | Irak      | 6    | 2  | 2 | 0 | 0 | 3  | 0  | +3   | Semifinales   |
| 2    | Siria (H) | 3    | 2  | 1 | 0 | 1 | 2  | 2  | 0    | Semifinales   |
| 3    | Palestina | 0    | 2  | 0 | 0 | 2 | 1  | 4  | −3   |               |

 Fuente: RSSSF.com
| 30 de agosto de 2002 | Siria                          | 2:1 (2:1) | Palestina | Estadio Abbasiyyin, Damasco |  |
|                      | Ibrahim 21' · Haj Moustafa 37' |           | Lafi 39'  |                             |  |

| 1 de septiembre de 2002 | Palestina | 0:2 (0:0) | Irak                     | Estadio Abbasiyyin, Damasco |  |
|                         |           |           | Shnaiyn 47' · Farhan 69' |                             |  |

| 3 de septiembre de 2002 | Irak             | 1:0 (1:0) | Siria | Estadio Abbasiyyin, Damasco |  |
|                         | Ahmad Kadhim 43' |           |       |                             |  |

## Fase de eliminatorias

### Cuadro de desarrollo
|  | Semifinales               | Semifinales |                              |       | Final | Final |
|  |                           |             |                              |       |       |       |
|  | 5 de septiembre – Damasco |             |                              |       |       |       |
|  |                           |             |                              |       |       |       |
|  | Jordania (t.s.)           | 2           |                              |       |       |       |
|  | Jordania (t.s.)           | 2           | 7 de septiembre – Damasco    |       |       |       |
|  | Siria                     | 1           |                              |       |       |       |
|  | Siria                     | 1           | Jordania                     | 2     |       |       |
|  | 5 de septiembre – Damasco |             | Jordania                     | 2     |       |       |
|  |                           | Irak (t.s.) | 3                            |       |       |       |
|  | Irak (p.)                 | Irak (t.s.) | 3                            | 0 (6) |       |       |
|  | Irak (p.)                 |             |                              | 0 (6) |       |       |
|  | Irán                      | 0 (5)       |                              |       |       |       |
|  | Irán                      | 0 (5)       | Partido por el tercer puesto |       |       |       |
|  |                           |             |                              |       |       |       |
|  | 7 de septiembre – Damasco |             |                              |       |       |       |
|  |                           |             |                              |       |       |       |
|  | Siria                     | 2 (2)       |                              |       |       |       |
|  | Siria                     | 2 (2)       |                              |       |       |       |
|  | Irán (p.)                 | 2 (4)       |                              |       |       |       |

### Semifinales
| 5 de septiembre de 2002 | Jordania                  | 2:1 (1:1, 1:0) (t. s.) | Siria        | Estadio Abbasiyyin, Damasco |  |
|                         | Salim 38' · Al-Zboun 118' |                        | Shehadeh 54' |                             |  |

| 5 de septiembre de 2002 | Irak                                                                                    | 0:0 (t. s.)(6:5 p.)        | Irán                                                                              | Estadio Abbasiyyin, Damasco |  |
|                         |                                                                                         | Tiros desde el punto penal |                                                                                   |                             |  |
|                         | A. Abdul-Jabar · Abu Al-Hail · H. Abdul-Jabar · Mohammed · Ahmad Kadhim · Akram · Abbas |                            | Nekounam · Bakhtiarizadeh · Navidkia · Nosrati · Nikbakht · Bayatinia · Azizzadeh |                             |  |

### Tercer puesto
| 7 de septiembre de 2002 | Siria                           | 2:2 (2:2, 1:0) (t. s.)(2:4 p.) | Irán                                            | Estadio Abbasiyyin, Damasco |  |
|                         | Sari 15' 89'                    |                                | Kameli Mofrad 59' · Nikbakht 88'                |                             |  |
|                         |                                 | Tiros desde el punto penal     |                                                 |                             |  |
|                         | Haj Moustafa · Ibrahim · Jabban |                                | Nekounam · Bakhtiarizadeh · Navidkia · Kazemian |                             |  |

### Final
| 7 de septiembre de 2002 | Jordania              | 2:3 (2:2, 2:1) (t. s.) | Irak                                          | Estadio Abbasiyyin, Damasco |  |
|                         | Shehdeh 2' · Deeb 30' |                        | Farhan 32' · Y. Mahmoud 89' · H. Mahmoud 103' |                             |  |

## Campeón
|                                  |
| Bandera de Irak                  |
| Campeón invicto Irak 1.er título |

## Estadísticas

### Tabla general
| Pos. | Equipo    | Pts | PJ | PG | PE | PP | GF | GC | Dif. | Rend.  |
| ---- | --------- | --- | -- | -- | -- | -- | -- | -- | ---- | ------ |
| 1    | Irak      | 10  | 4  | 3  | 1  | 0  | 6  | 2  | 4    | 83,33% |
| 2    | Jordania  | 9   | 4  | 3  | 0  | 1  | 6  | 4  | 2    | 75%    |
| 3    | Irán      | 5   | 4  | 1  | 2  | 1  | 4  | 3  | 1    | 41,66% |
| 4    | Siria     | 4   | 4  | 1  | 1  | 2  | 5  | 6  | –1   | 33,33% |
| 5    | Palestina | 0   | 2  | 0  | 0  | 2  | 1  | 4  | –3   | 0%     |
| 6    | Líbano    | 0   | 2  | 0  | 0  | 2  | 0  | 3  | –3   | 0%     |

### Goleadores
2 goles
- Alireza Vahedi Nikbakht
- Razzaq Farhan
- Moayad Salim
- Anas Sari

1 gol
- Ali Karimi
- Jalal Kameli Mofrad
- Haidar Mahmoud
- Ahmad Kadhim
- Ali Wahaib
- Younis Mahmoud
- Abbas Obeid
- Anas Al-Zboun
- Amer Deeb
- Mustafa Shehdeh
- Mahmoud Shelbaieh
- Fadi Lafi
- Nihad Haj Moustafa
- Hassan Ibrahim
- Raghdan Shehadeh